# Dionisio Vélez
Dionisio Fernando Vélez Trujillo (Cartagena, 25 de diciembre de 1973) es un político y empresario colombiano. Fue alcalde de Cartagena de Indias para el periodo atípico 2013-2015.
Hacia finales de noviembre de 2015, el entonces alcalde de Cartagena, Dionisio Vélez Trujillo, fue calificado como el mejor burgomaestre de Colombia. Vélez Trujillo, quien para esa época revolucionó el transporte público en su ciudad con la entrada en operación de un novedoso sistema de movilidad vial, lideró una encuesta de mandatarios de todas las capitales colombianas obteniendo un 85 por ciento de imagen favorable.
Actualmente, Vélez Trujillo es investigado por la fiscalía en Colombia con el fin de determinar la relación entre un crédito de banca comercial por 250 mil millones de pesos que se le aprobó durante su mandato y el escándalo de los llamados "Papeles de Panamá". Vélez es también investigado por la Contraloría General de Colombia por 19 hallazgos fiscales en los procesos de contratación para la malla vial y los hospitales de Cartagena. Vélez ha sido blanco de críticas por haber obtenido el crédito más caro en la historia de Cartagena y sin embargo, haber dejado un sinnúmero de obras públicas inconclusas al terminar su período como alcalde.
A la par de los proyectos de infraestructura emprendidos durante su administración, Vélez Trujillo se propuso y logró mejorar las condiciones laborales de casi un centenar de carretilleros informales, muchos de ellos hombres de avanzada edad que se ganaban la vida transportando todo tipo de mercancías y productos en carretas artesanales tiradas por burros y mulas,  al entregarles modernos motocarros, los nuevos vehículos les permitían a los antiguos carreteros aumentar su productividad, mejorando sus ingresos, pero con menos esfuerzo físico, al tiempo en que se liberó a 80 animales de duras jornadas de trabajo.

## Vida privada

### Familia
Vélez nació el día de Navidad de 1973, tiene tres hermanos varones (Yuri Nicolay, Dusan Alvin y Amaury Nicolás). Su padre es Dionisio Edmundo Vélez White, es un Ingeniero Agrónomo egresado de la Universidad del Magdalena.
Su madre es Sandra Teresa Trujillo, cuyo desempeño laboral se remonta a la década de los 70 cuando hizo carrera en la empresa Xerox, desde secretaria hasta gerente para tres departamentos en el Caribe. Más recientemente fue directora del Centro de Relaciones Nacionales e Internacionales de la Fundación Tecnológica Antonio de Arévalo. En la actualidad funge como cónsul ad honorem de El Salvador en Cartagena.
Hoy en día, Vélez está casado con la abogada atlanticense María Victoria Donado quien es especialista en Derecho Marino Portuario y en Derecho Minero y Energético, residen en la península de Bocagrande y tienen 3 hijos: Dionisio III, Sandra y Estefanía.

### Estudios
Vélez obtuvo el título de Administrador de Empresas por parte de la Institución Universitaria Politécnico Grancolombiano (privada). Además tiene una Especialización en Gerencia de Instituciones de Educación Superior de la Universidad Santo Tomás (privada y católica). Así mismo posee un Certificado en Finanzas (Graduate Certificate in Finance) de la Universidad Estatal de Wichita (Wichita State University) en Kansas, Estados Unidos.

## Cargos en la empresa privada
Su paso por el sector privado incluye la gerencia general de una gasolinera propiedad de la firma Terpel, la gerencia administrativa y financiera de BT FIRESEC S.A. (antes conocida como B.T. Security Technology S.A.), empresa dedicada a proveer soluciones en las áreas de seguridad electrónica y sistemas contra incendio. Llegó a ser presidente de su filial Incisan Fire Colombia S.A. cuyo objeto social es igualmente la compraventa, fabricación, importación, instalación, mantenimiento preventivo y correctivo, representación de equipos contra incendio y de seguridad industrial. A comienzos de 2009 y por casi dos años se desempeñó como Vicerrector de Desarrollo Institucional en la Fundación Tecnológica Antonio de Arévalo que pertenece a su familia.

## Vida política

### Primera candidatura a la Alcaldía
En las elecciones regionales de Colombia de 2011 Vélez lanzó su candidatura a la alcaldía de Cartagena a través del Movimiento Independiente “Si es posible”.  Campo Elías Terán resultó ganador de las elecciones. Terán solo tenía nueve meses como alcalde cuando pidió una licencia (9 de octubre de 2012) debido a un cáncer pulmonar que le fue detectado. La ley colombiana indica que cuando la incapacidad exceda de 180 días, es decir 6 meses, el empleado o trabajador debe ser retirado del servicio, por esta razón Terán se vio obligado a renunciar (8 de abril de 2013), falleció dos semanas después.

### Segunda candidatura a la Alcaldía
En razón a la renuncia y posterior muerte del alcalde Terán, el Ministerio del Interior mediante decreto 0945 convocó elecciones atípicas para el 14 de julio de 2013, en esta ocasión Vélez fue elegido alcalde con el apoyo del Partido Verde y el Partido Liberal con el 48.87% de los votos válidos, seguido por la candidata María Bustamante Ibarra del Movimiento Afrovides con el 39.43%, el tercer lugar lo ocupó el voto en blanco con el 5.57%, en cuarto lugar estuvo el candidato y exsenador de izquierda Wilson Borja Díaz que en representación del Polo Democrático Alternativo consiguió el 5%, finalmente el conservador Miguel Navas obtuvo el 1.13% en unas elecciones marcadas por un abstencionismo del 70% según datos de la Registraduría Nacional de Estado Civil. 

### Entre los alcaldes con mayor favorabilidad en el país
Vélez, ocupó el tercer lugar de favorabilidad en el ranking de ciudades capitales, con una imagen favorable del 85% y desfavorable del 15%, ubicándose sobre la alcaldesa de Barranquilla y el alcalde de Medellín.

## Escándalo por homenaje a invasores ingleses
El 31 de octubre de 2014, el alcalde Vélez en compañía de Carlos príncipe de Gales y Camila de Cornualles inauguró una placa homenajeando a los ingleses que murieron intentando ocupar Cartagena en 1741. 
La autorización del alcalde e inauguración de la placa fue duramente criticada en medios regionales y nacionales por ignorar la  memoria histórica del sitio y al defensor Blas de Lezo. 
El gobernador del departamento de Bolívar declaró que el que las autoridades cartageneras homenajearan a los ingleses que la atacaron era análogo a que un banco homenajeara a sus ladrones
o que en Londres se homenajeara a los pilotos nazis que murieron bombardeándola.
Ante el rechazo, el alcalde Vélez y  S. Pretelt de la Corporación Centro Histórico aceptaron retirar la placa.

## Escándalo por fotografías en colegios y oficinas del distrito
El 29 de octubre del año 2014 se descubrió, a través de una columna de opinión del diario El Universal de Cartagena escrita por Orlando José Oliveros Acosta, que Vélez Trujillo había destinado portarretratos con su fotografía a cada colegio público de la ciudad, lo cual generó polémica entre la ciudadanía. En su columna, titulada Los cuadros del alcalde, Oliveros Acosta afirmó que Vélez Trujillo "pudo mandar libros o computadores, que son lo que más necesitan nuestras nuevas generaciones, pudo mandar sillas o becas, parques o meriendas reforzadas, pero no, él mandó un retrato suyo para que sea colgado en cada salón y rectoría como en los países donde los dictadores obligan a que la gente los vea en cualquier rincón de la nación". Por su parte, el escritor Óscar Collazos calificó la medida del entonces alcalde de la ciudad como producto de su "prepotencia o narcisismo". En total, se hicieron unos 150 portarretratos con un costo de 30 mil pesos cada uno, dando como resultado un gasto total de cuatro millones quinientos mil pesos.
| Predecesor: Campo Elías Terán | Alcalde de Cartagena de Indias desde el 22 de julio de 2013 | Sucesor: Manuel Duque |